# Brasilianischer Kampfuchs
Der Brasilianische Kampfuchs (Lycalopex vetulus, Syn.: Pseudalopex vetulus) ist ein südamerikanischer fuchsartiger Wildhund, der in savannenartigen Landschaften Brasiliens vorkommt. Bemerkenswert ist, dass er Insekten, vor allem Termiten, als Nahrung bevorzugt.

## Merkmale

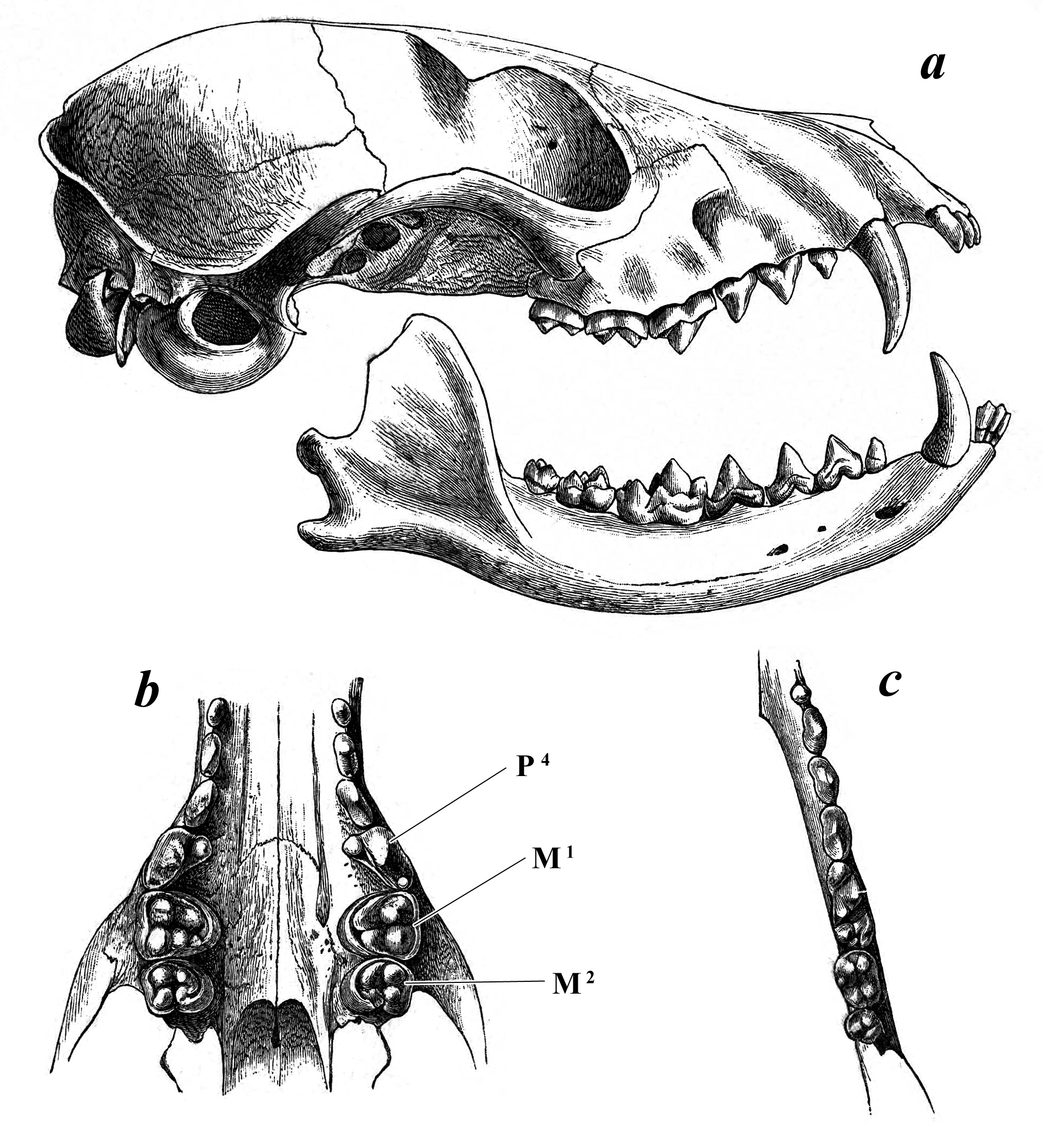
Schädelzeichnungen des Brasilianischen Kampfuchses

Es handelt sich um einen schlanken und relativ kleinen Hund von typischer Fuchsgestalt. Sein Kopf ist kleiner und die Schnauze kürzer als bei anderen Füchsen Lateinamerikas. Bei näherer Betrachtung auffallend ist die Bezahnung. Gegenüber den meisten anderen Hunden vergrößerte Molare und verkleinerte Reißzähne deuten schon auf die außergewöhnliche Ernährung hin. Eine stark vergrößerte Paukenblase ist wahrscheinlich ebenfalls eine solche Anpassung, da sie das Aufspüren von Insekten anhand des Gehörs ermöglicht.
Brasilianische Kampfüchse haben eine Kopf-Rumpf-Länge von 58 bis 71 cm, eine Schulterhöhe von 33 bis 37 cm und einen 25 bis 35 cm langen Schwanz. Das Gewicht beträgt 3 bis 4 kg. Weibchen sind im Schnitt etwas kleiner als Männchen.
Das Fell ist oberseits grau und unterseits gelblich gefärbt. Die Unterseite der Schnauze und die Schwanzspitze sind schwarz. Bei manchen Männchen läuft ein undeutlicher dunkler Aalstrich über den Rücken. Partieller Melanismus ist bei dieser Art häufig, so dass bei Einzeltieren größere Partien des Fells schwarz erscheinen können.

## Verbreitung und Lebensraum

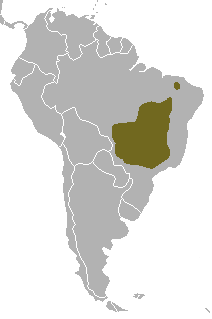
Verbreitungsgebiet des Brasilianischen Kampfuchses

Die Art kommt in Zentral- und Süd-Brasilien vor. Nachgewiesen ist sie in den Bundesstaaten São Paulo, Mato Grosso do Sul, Mato Grosso, Goiás, Minas Gerais, Tocantins, Bahia und Piauí. Umstritten sind Vorkommen in Maranhão und Rondônia. Im Süden (etwa ab Paraná) wird der Brasilianische Kampfuchs durch den verwandten Pampasfuchs abgelöst. Die Verbreitungsgebiete beider Arten haben keine Überschneidung.
Bis zum Pleistozän hatte der Brasilianische Kampfuchs ein größeres Verbreitungsgebiet, das bin nach Argentinien reichte.
Der typische Lebensraum dieser Art ist der Cerrado, eine brasilianische Baum- und Buschsavanne. Auch in den halbwüstenartigen Regionen des Sertão und des Caatinga kommt er vor. Das feuchte Pantanal bietet dagegen einen ungünstigeren Lebensraum, in dem er nur selten zu finden ist. Überhaupt nicht anzutreffen ist der Brasilianische Kampfuchs in tropischen Regenwäldern. Im Gefolge des Menschen sind auch Viehweiden ein Lebensraum dieser Art geworden.

## Lebensweise

### Aktivität
Wie die meisten Füchse ist der Brasilianische Kampfuchs nachtaktiv. Er ist für gewöhnlich ein Einzelgänger, der aber gelegentlich auch in kleinen Gruppen von drei bis fünf Tieren auf die Jagd geht.
Der Aktionsraum beträgt etwa 4 bis 6 km². Aktionsräume verschiedener Individuen können einander überschneiden.

### Ernährung
In seiner Vorliebe für Termiten erinnert der Brasilianische Kampfuchs an einen anderen Wildhund, den nicht verwandten Löffelhund. Anders als bei diesem spielen aber auch andere Nahrungsbestandteile noch eine große Rolle.
Bevorzugt sind Termiten der Gattungen Syntermes und Cornitermes. Diese werden vom Boden aufgenommen oder in der Luft erbeutet, nicht aber ausgegraben. Auch Mistkäfer, die aus dem Kot anderer Tiere geborgen werden, und die im Cerrado sehr häufigen Heuschrecken spielen eine große Rolle in der Ernährung dieses Fuchses. Kleinere Anteile machen Früchte, Mäuse, kleine Vögel und Reptilien aus.
Die bevorzugte Ernährung wechselt mit den Jahreszeiten. In der winterlichen Trockenzeit ernähren sich die Kampfüchse von Termiten, manchmal ergänzt durch kleine Säugetiere. In der sommerlichen Regenzeit wird das Nahrungsspektrum größer, vor allem der pflanzliche Anteil wird dann bedeutender.

### Fortpflanzung
Brasilianische Kampfüchse leben in monogamer Paarbindung, und beide Partner sorgen für die Jungen. Nach einer Tragzeit von etwa 50 Tagen werden im August oder September (Winter bzw. Frühling der Südhalbkugel) zwei bis vier Junge zur Welt gebracht. Die Geburt sowie die Aufzucht während der ersten Lebenstage findet im verlassenen Bau eines anderen Tieres statt – besonders oft werden hier Gürteltierbauten genutzt. Im Alter von zwei Monaten fressen die Jungen erstmals eigenständig Insekten, sie werden aber bis zum Ende des vierten Lebensmonats regelmäßig gesäugt, und bis zum Alter von sechs Monaten bleiben sie bei den Eltern.

## Feinde
Über Feinde ist wenig bekannt. Belegt ist lediglich der Puma, nicht aber Jaguare und Greifvögel. Im Kot von Mähnenwölfen fand man Überreste Brasilianischer Kampfüchse; hier wird aber angenommen, dass diese als Aas gefressen wurden. In der Nähe von Städten fallen Kampfüchse manchmal verwilderten Haushunden zum Opfer.

## Bedrohung und Schutz
Im Cerrado ist der Brasilianische Kampfuchs eine sehr häufige Art. Es gibt keine bekannten Gefährdungen. Manchmal werden die Tiere erlegt, weil man sie für Überfälle auf Geflügelställe verantwortlich macht; hierbei handelt es sich aber wohl um Verwechslungen mit dem Maikong. Die Tötungen können dem Bestand des Kampfuchses nichts anhaben. Seine Anpassungsfähigkeit erschloss ihm in Viehweiden einen neuen Lebensraum, wo er den Rinderdung nach Mistkäfern absucht. Die Abholzung der Regenwälder begünstigt eher noch die Ausbreitung dieser Art. Die IUCN hat den Brasilianischen Kampfuchs, nachdem sie ihn jahrelang im Status Data Deficient (keine ausreichenden Daten) geführt hat, 2008 als Least Concern (nicht gefährdet) eingestuft.

## Name
Ursprünglich wurde der Brasilianische Kampfuchs von dem dänischen Zoologen Peter Wilhelm Lund als Canis vetulus beschrieben. 1854 schuf Hermann Burmeister für ihn die eigene Gattung Lycalopex. Dies wurde jedoch bald wieder unüblich. Während des 20. Jahrhunderts wurde der Brasilianische Kampfuchs wechselweise den Gattungen Dusicyon und Pseudalopex zugeordnet. Neuerdings wird die gesamte Gattung Pseudalopex gelegentlich unter dem Namen Lycalopex geführt, da dies der ältere der beiden Namen sei.
Im Englischen wird der Brasilianische Kampfuchs als Hoary Fox (wegen seiner grauen Fellfarbe) oder als Small-toothed Fox (wegen seiner kleinen Reißzähne) bezeichnet. Der einheimische portugiesische Name lautet raposa-do-campo, also „Kampfuchs“. Auch der Tupi-Name jaguarapitanga ist gelegentlich im Gebrauch.